# Akira Takarada

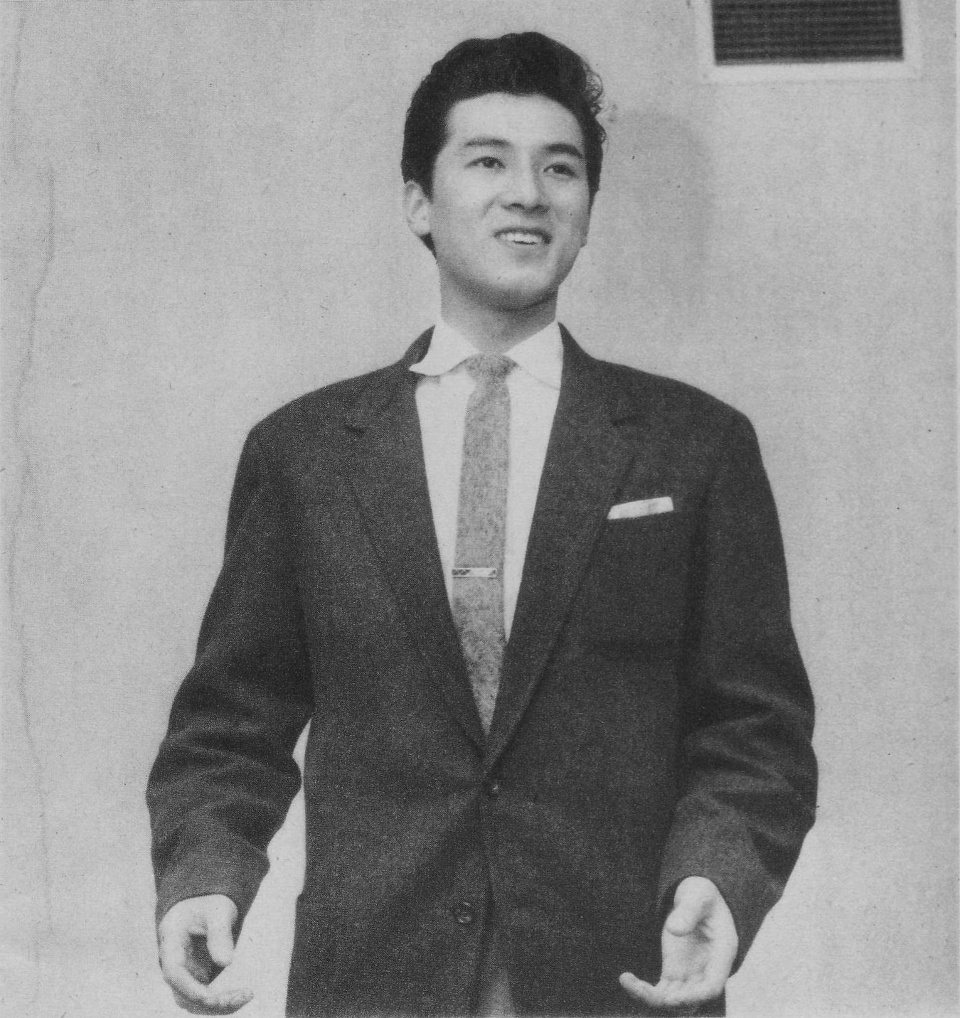
Akira Takarada (1956)

Akira Takarada (jap. 宝田 明, Takarada Akira) (* 29. April 1934 in Chongjin, Chōsen, heute Nordkorea; † 14. März 2022 in Tokio, Japan) war ein japanischer Schauspieler und Synchronsprecher. Bekannt wurde er mit dem 1954 erschienenen Monsterfilm Godzilla, dessen, mit diesem Film beginnenden, Filmfranchise er stets verbunden blieb.

## Leben und Karriere

### Herkunft und Jugend
Akira Takarada wurde 1934 in Chongjin im heutigen Nordkorea geboren, welches zu der Zeit unter japanischer Kolonialherrschaft stand. Sein Vater arbeitete als Ingenieur für die Südmandschurische Eisenbahn. Die Familie verblieb bis 1948 in der Mandschurei bzw. nach dem Krieg im chinesischen Harbin. Aufgrund seiner Zeit dort lernte Takarada neben seiner japanischen Muttersprache weitere Sprachen wie englisch und Mandarin, die er fortan fließend sprechen konnte. 1948 kehrte die Familie zurück nach Japan.

### Karriere
Im Rahmen des sogenannten New Face Programs der Tōhō-Filmstudios begann Takarada im April 1953 seine Karriere als Schauspieler. Nachdem er 1954 zunächst kleinere Rollen in den Filmen wie Kakute jiyūnokane wa naru (jap. かくて自由の鐘は鳴る, „Und dann läuteten die Freiheitsglocken“) und Mizugi no hanayome (jap. 水着の花嫁, „Braut im Badeanzug“) spielte, gelang ihm noch im selben Jahr der Durchbruch, als er den Marinetaucher Hideto Ogata im Monsterfilm Godzilla darstellte. Aufgrund seines Charismas und guten Aussehens wurde Takarada schnell zum Publikumsliebling. Er blieb dem Godzilla-Franchise treu und spielte noch in sechs weiteren Filmen dieser Reihe mit, wobei seine letzte Rolle als Cameo für das zweite US-amerikanische Remake gedacht war, welche es letztlich nicht in die finale Version schaffte.
Takarada wirkte auch in anderen Monsterfilmen von Toho mit, so z. B. in Jūjin Yuki Otoko aus dem Jahr 1955 oder King Kong – Frankensteins Sohn aus dem Jahr 1967. Zu seinem Repertoire zählen ebenso Historienfilme und romantische Komödien, die er sowohl fürs Kino als auch fürs Fernsehen drehte. 1970 sollte er einer Rolle in einer Musicalversion von Vom Winde verweht übernehmen, konnte diese aber verletzungsbedingt nicht ausüben, nachdem bei er Dreharbeiten von einem Bagger stürzte.
Zudem betätigte sich Takarada als Synchronsprecher in ausländische Produktionen für die japanische Synchronisation. Zu seiner bedeutendsten Rolle hierbei zählt die des Dschafar in Disneys Aladdin und der Fortsetzung Dschafars Rückkehr. Die Rolle übernahm er auch in der Videospielproduktion Kingdom Hearts. Weitere Charaktere waren Professor Rattenzahn in Basil, der große Mäusedetektiv und Bendu in der dritten Staffel von Star Wars Rebels.
Seine letzte Rolle war die des Charakters Keizō im Film Life in Bloom (日光物語) aus dem Jahr 2022.

### Privates
Takarada heiratete 1966 das japanische Model Akiko Kojima, die 1959 Miss Japan und im gleichen Jahr, als erste japanische und zeitgleich asiatische Frau überhaupt, Miss Universe wurde. Aus der Ehe gingen drei Kinder hervor, darunter Michiru Kojima, die selber Schauspielerin wurde. 1984 ließ sich das Paar scheiden. Akira Takarada verstarb am 14. März 2022 in Tokio im Alter von 87 Jahren.

## Filmographie

### Filme
- 1954: Kakute jiyūnokane wa naru (かくて自由の鐘は鳴る)
- 1954: Mizugi no hanayome (水着の花嫁)
- 1954: Godzilla (ゴジラ)
- 1955: Jūjin Yuki Otoko (獣人雪男)
- 1956: Romansu musume (ロマンス娘)
- 1957: Ōatari Sanshoku Musume (大当り三色娘)
- 1957: Zoku Aoi sanmyaku Yukiko no maki (続青い山脈　雪子の巻)
- 1957: Waga mune ni niji wa kiezu (わが胸に虹は消えず)
- 1958: Tôkyô no kyûjitsu (東京の休日)
- 1959: Nippon Tanjō (日本誕生)
- 1959: Aru kengo no shōgai (或る剣豪の生涯)
- 1960: Hawaii Midway Daikai Kūsan: Taiheiyō Noarashi (ハワイミッドウェイ大海空山：太平洋野嵐)
- 1960: Musume • tsuma • haha (娘・妻・母)
- 1961: Todesstrahlen aus dem Weltall (世界大戦争)
- 1961: Der Herbst der Familie Kohayagawa (小早川家の秋)
- 1962: Hōrōki (放浪記)
- 1964: Godzilla und die Urweltraupen (モスラ対ゴジラ)
- 1965: Hyappatsu Hyakuchu (100発100中)
- 1965: Befehl aus dem Dunkel (怪獣大戦争)
- 1966: Frankenstein und die Ungeheuer aus dem Meer (ゴジラ・エビラ・モスラ　南海の大決闘)
- 1967: King Kong – Frankensteins Sohn (キングコングの逆襲)
- 1968: Kūsō tengoku (空想天国)
- 1969: U 4000 – Panik unter dem Ozean (緯度0ゼロ大作戦)
- 1990: Ageman (あげまん, Ageman)
- 1992: Die Kunst der Erpressung (ミンボーの女)
- 1992: Godzilla – Kampf der Sauriermutanten (ゴジラvsモスラ)
- 1996: Hissatsu! Mondo Shisu (必殺! 主水死す THE HISSATSU)
- 1997: Marutai no Onna (マルタイの女)
- 2000: Yo nimo kimyō na monogatari - Eiga no tokubetsuhen (世にも奇妙な物語 - 映画の特別編)
- 2004: Godzilla: Final Wars (ゴジラ ファイナル ウォーズ)
- 2005: Fantastipo (ファンタスティポ)
- 2007: Kantoku! Banzai! (監督！ばんざい)
- 2014: Godzilla (nicht im Film zu sehen, aber in den Credits vertreten)
- 2018: Ashita ni Kakeru Hashi (明日 に かける はし)
- 2018: Daibutsu Kaikoku (大仏廻国,)
- 2019: Dance with me (ダンスウィズミ)
- 2022: Life in Bloom (日光物語)

### Fernsehen
- 1993: Shiratori Reiko de Gozaimasu! (白鳥麗子でございます)
- 1998: Tokugawa Yoshinobu
- 2000: Watashi no Aozora (私の青空)
- 2001: Shōtoku Taishi (聖徳 太子)
- 2002: Rokkā no Hanako-san (ロッカーのハナコさん)
- 2009: Saka no Ue no Kumo (坂の上の雲)
- 2011: Kānēshon (カーネーション, Nelke)
- 2015: Keisei Saimin no Otoko Part 3 (形成 催眠 の 男 part 3)

### Sprechrollen

#### Realfilme
- 1966: Die Mörder stehen Schlange; (Dean Martin als Matt Halm)
- 1967: Wenn Killer auf der Lauer liegen; (Dean Martin als Matt Halm)
- 1967: Doktor Dolittle; (Rex Harrison als Dr. Dolittle)
- 2019: Cats; (Ian McKellen als Gus „Asparagus“, der Theater-Kater)

#### Animation und Zeichentrick
- 1986: Basil, der große Mäusedetektiv (Professor Rattenzahn)
- 1992: Aladdin (Dschafar)
- 1994: Dschafars Rückkehr (Dschafar)
- 2001–2003: Mickys Clubhaus (Dschafar & Professor Rattenzahn)
- 2016: Star Wars Rebels (Staffel 3; Bendu)

#### Videospiele
- 2001: Adventure of Tokyo Disney Sea ~Losing of Jewel's Secret (Dschafar)
- 2002: Kingdom Hearts (Dschafar)
- 2005: Kingdom Hearts II (Dschafar)
- 2011: Kingdom Hearts re:Coded (Dschafar)

#### Theater & Musical
- My Fair Lady
- South Pacific

#### Attraktionen
- Tokyo Disneyland: Country Bear Jamboree (Henry)